# دنیس بورودیتش
دنیس بورودیتش (استونیایی: Deniss Boroditš؛ زادهٔ ۱ نوامبر ۱۹۷۹) سیاستمدار و نماینده سابق مجلس اهل استونی است.